# 錫爾弗斯普林斯 (密蘇里州)
錫爾弗斯普林斯（英語：Silver Springs）是位於美國密蘇里州聖弗朗索瓦縣的非建制地區。

## 歷史
錫爾弗斯普林斯的郵局於1850年設立，其後於1860年停運。

## 地理
錫爾弗斯普林斯所處的海拔為高於海平面247米（即810英呎），而該地所採用的時區為UTC-6，即北美中部時區（CST）。同時該地設有夏令時間，為UTC-6調快一小時，即UTC-5（CDT）。